# 윤상철
윤상철(尹相喆, 1965년 6월 14일 ~ )는 대한민국의 전 축구 선수 및 현 지도자이다. 현재 평택 시티즌FC의 대표 이사겸 감독을 맡고 있다.

## 개요
서울특별시 출생으로 숭곡초등학교, 경신중학교, 경신고등학교, 건국대학교를 졸업하였다. 골 에어리어 안에서 슈팅 타이밍을 비롯해 빼어난 득점 감각을 가져 '얼룩치타'라는 별명을 얻었다. 동대문운동장에서 세 번의 해트트릭을 기록하여 '동대문의 사나이'라는 별명이 붙기도 하였다.

## 학력
- 서울 숭곡초등학교 졸업
- 서울 경신중학교 졸업
- 서울 경신고등학교 졸업
- 건국대학교 체육교육학과 졸업

## 클럽 경력
1988년 드래프트 1순위로 럭키금성 황소입단하여, 1997년까지 몸담으면서 주전 공격수로 활약하였다. 1990년 럭키금성 황소의 K리그 우승과 1989년과 1993년 K리그 준우승 등에 큰 공헌을 하였다. 특히, 1990년 K리그 득점왕에 올랐으며, 1994년에는 24골을 기록하여 K리그 한 시즌 최다골 신기록을 세우며 K리그 득점왕을 차지하여, 당시로서는 역대 선수들 중 유일하게 K리그 득점왕을 2번 차지하였다. 1993년 K리그 도움왕을 차지하여, 피아퐁과 함께 K리그 득점왕과 도움왕을 모두 차지하였다. 1993년 9월 28일 대우 로얄즈와의 원정 경기에서 K리그 통산 6번째로 20-20클럽에 가입하였고, 1997년 4월 6일 천안 일화 천마와의 원정 경기에서 K리그 통산 6번째로 30-30 클럽에 가입하였다.
1997년 8월 13일 전북 버팔로와의 K리그 원정 경기에서 2골을 기록하며 사상 최초로 K리그 정규리그와 리그컵 합산 통산 100골을 기록하였으며, 개인 통산 K리그 최다 득점 기록을 101골로 늘렸다.
1997년 9월 27일 전남 드래곤즈와의 K리그 15라운드 경기에서 K리그 사상 최초로 프로 통산 300경기 출장 기록을 세웠다.
윤상철은 1993년 8월 25일 유공 코끼리와의 경기, 1994년 5월 25일 전북 현대 버팔로와의 경기, 1994년 11월 5일 포항제철과의 경기, K리그와 리그컵 합산 통산 3번의 해트트릭을 기록하였다.
하지만 많은 나이로 인하여 1997시즌 이후 재계약에 실패하여 소속팀으로부터 임의탈퇴 선수로 공시되어 K리그 무대에서 은퇴하게 되었고, 1998년 오스트레일리아 내셔널 사커 리그의 마르코니 스탤리언스 FC로 이적하였다. 1999년 뉴캐슬 브레이커스로 옮겨 활약하였고, 시즌이 끝난 뒤 은퇴하였다.

### FC 서울 레전드
원클럽맨이자 레전드로 2007년 8월 1일 FC 서울 홈경기에 서울월드컵경기장을 방문하였으며 2014년 우리동네 예체능 프로그램을 통한 레전드 매치 참가, 그 외에도 인터뷰 등에서 친정팀인 FC 서울에 대한 변함없는 관심과 애정을 보여주고 있다.

## 국가대표팀 경력
1985년 11월 당시 국가대표 B팀에 해당하는 88 올림픽에 선발되어 처음으로 태극마크를 달았다. 이 후 대한민국 B팀으로 출전한 1991년 대통령배 국제축구대회 조별리그 미국과의 경기와 1992 머라이언컵 중국과의 결승전에서 골을 넣었다.
국가대표 A팀 소속으로는 1992년 10월 21일, 아랍에미리트와의 친선경기에서 A매치 데뷔전을 치렀으며 1995년 코리아컵 국제축구대회에 출전하였다. A팀과 B팀을 합쳐 총 33경기 2골을 넣은 것으로 추정되고 있다.

## 지도자 경력
1999년 은퇴 이후에 2001년 차범근 축구교실의 코치로 입단해 활동하였고, 2004년부터 2012년까지 모교인 경신고등학교의 감독으로 재임하였다.

## 행정가 경력
2016년 K3리그 신생 구단인 평택 시민축구단의 감독으로 선임되었으며, 이후 대표이사직까지 겸임하려 했으나 감독과 대표이사직을 겸임할 수 없다는 규정으로 인해 대표이사직만을 유지하게 되었다. 하지만 이후 평택 시민축구단의 감독으로 부임하게 되었다.

## 플레이 스타일
신체조건이나 스피드, 활동범위 등이 뛰어난 편이 아니었지만, 골 에어리어 안에서 골냄새를 맡는 득점감각과 슈팅 타이밍 등을 비롯한 슈팅센스에 있어서는 독보적인 위치에 있었다. 대포알 같은 강력한 슈팅이 아닌 골키퍼의 허를 찌르듯 빈틈을 노려 툭 차 넣는 슈팅은 그의 전매특허였다.

## 경력 목록

### 클럽 경력
- 1988년~1997년: 럭키금성 황소･LG 치타스･안양 LG 치타스
- 1998년:  마르코니 스탤리언스 FC
- 1999년:  뉴캐슬 브레이커스

### 지도자 경력
- 2001년~2002년: 차범근 축구교실 코치
- 2004년~2012년: 경신고등학교 감독

### 행정가 경력
- 2016년~현재: 평택시티즌FC 대표이사

## 수상 내역
| [ 럭키금성 황소･LG 치타스･안양 LG 치타스) - K리그1 ● 우승 (1): 1990 ● 준우승 (2): 1989, 1993 ● 4위 (2): 1988, 1992 - FA컵 ● 3위 (1): 1997 - 리그컵 ● 준우승 (2): 1992, 1994 - 전국축구선수권대회 ● 우승 (1): 1988 ● 3위 (1): 1989 | - 1989년 K리그 베스트 11 선정 - 1990년 K리그 득점상 수상 - 1990년 K리그 베스트 11 선정 - 1993년 K리그 도움상 수상 - 1993년 K리그 감투상 수상 - 1993년 K리그 베스트 11 선정 - 1994년 K리그 득점상 수상 - 1994년 K리그 베스트 11 선정 |

## 참고 자료
- KFA 리포트 나의 선수시절 - 윤상철' 정통 스트라이커의 교본
- K리그 레전드 - K리그 첫 100호골의 주인공, 윤상철
- ① 지도자 길로 들어선 윤상철, “K리그 최초 100호골의 주인공”
- ② 지도자 길로 들어선 윤상철, “K리그 최초 100호골의 주인공”